# پرایوت آی
پرایوت آی (انگلیسی: Private Eye) مجله خبری طنز و امور جاری دو هفته یک بار چاپ در انگلیس است، که در سال ۱۹۶۱ تأسیس شد.